# Bua (commune de Varberg)
Pour les articles homonymes, voir Bua.
Bua est un village en Halland, Suède. Le village a une population de 2 264. La centrale nucléaire de Ringhals se situe à 3 km du village.